# José Santos Chocano
José Santos Chocano (Lima, 14 maggio 1875 – Santiago del Cile, 13 luglio 1934) è stato un poeta, scrittore e diplomatico peruviano, noto come il Cantore delle Americhe, definizione presa dal poema "Blasón" in Alma América; dopo Rubén Darío è da considerarsi il maggior rappresentante del modernismo ispano-americano.

## Biografia

José Santos Chocano nel 1922 a Caracas

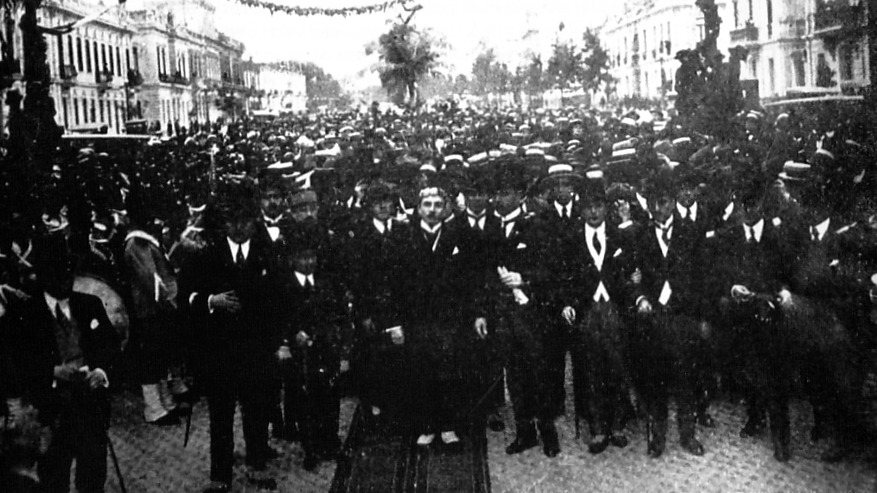
Manifestazione popolare in onore del poeta José Santos Chocano. Lima, 1922

Ammesso precocemenente alla National University di San Marcos all'età di 14 anni, già nell'adolescenza si mise in evidenza sia per l'esuberanza lirica sia per la sua vulcanica azione politica.
Se i suoi esordi letterari, come nel caso di En la aldea (1895), mostrarono tinte poetiche romantiche, in Iras santas i suoi versi, scritti durante un semestre trascorso in galera a causa del suo attivismo politico, si colorarono di toni rivoluzionari e sovversivi.
Fu costretto ad espatriare, verso gli inizi del Novecento, ed a rifugiarsi a Madrid, dove frequentò l'ambiente letterario e intellettuale della capitale spagnola.
La sua produzione letteraria, in quegli anni, vide la sua massima espressione nelle raccolte Derrumbe (1899), Canto del siglo (1901), e soprattutto in Alma América (1906), impreziosito sia dalla presentazione di Miguel de Unamuno, sia dalle illustrazioni realizzate dall'artista Juan Gris. In queste opere, Chocano si propose di assurgere al ruolo di vate epico delle Americhe. Sin da queste opere, Chocano evidenziò le sue peculiarità, quali la fantasia, la sofisticatezza, la sensibilità decadentista, il gusto della musicalità, del colorismo, della rima e del ritmo, il naturalismo, che lo caratterizzarono come un poeta modernista e Nuovomondista, in qualche modo associabile, ma nello stesso tempo alternativo, a Rubén Darío.
Contemporaneamente, dal 1905 al 1908, un nuovo governo peruviano gli assegnò incarichi diplomatici, che lo obbligarono a soggiorni in vari Paesi americani ed europei. Negli anni successivi, svolse ruoli di collaborazione in Messico con Pancho Villa, anche se in breve tempo fu costretto alla fuga, in Guatemala con Manuel Estrada Cabrera, alla cui caduta si salvò per miracolo dalla fucilazione, e con Woodrow Wilson negli Stati Uniti, con alcuni dei quali conservò un rapporto epistolare.
Nel 1922, Chocano rientrò in Perù, dove strinse amicizia con il presidente Augusto B. Leguía. Il 5 novembre 1922, Chocano venne nominato "Poeta d'America" in una cerimonia svolta in un teatro di Lima, alla quale presenziò lo stesso capo di Stato. Solo tre anni dopo, però, il poeta si macchiò dell'uccisione di uno scrittore-giornalista,  Edwin Edmore, e venne rinchiuso in un ospedale militare per quattordici mesi.
Terminata la reclusione espatriò in Cile, a Santiago, dove riprese la sua attività letteraria, preparando la sua nuova raccolta poetica Primicias de Oro de Indias. Il 13 luglio 1934 fu ucciso a coltellate, per cause ancora ignote, durante un trasferimento su un autobus.

## Opere principali
- En la aldea (1895)
- Iras santas (1895)
- Azahares (1896).
- Selva virgen (1898)
- La epopeya del Morro (1899)
- Derrumbe (1899)
- Canto del siglo (1901)
- El fin de Satán y otros poemas (1901)
- Los cantos del Pacífico (1904)
- Alma América, (introduzione di Miguel de Unamuno - 1906)
- Fiat Lux (1908)
- Puerto Rico lírico y otros poemas (1914)
- Primicias de Oro de Indias (1934)
- Poemas de amor doliente (1937)
- Oro de Indias (1941)